# Barcarola

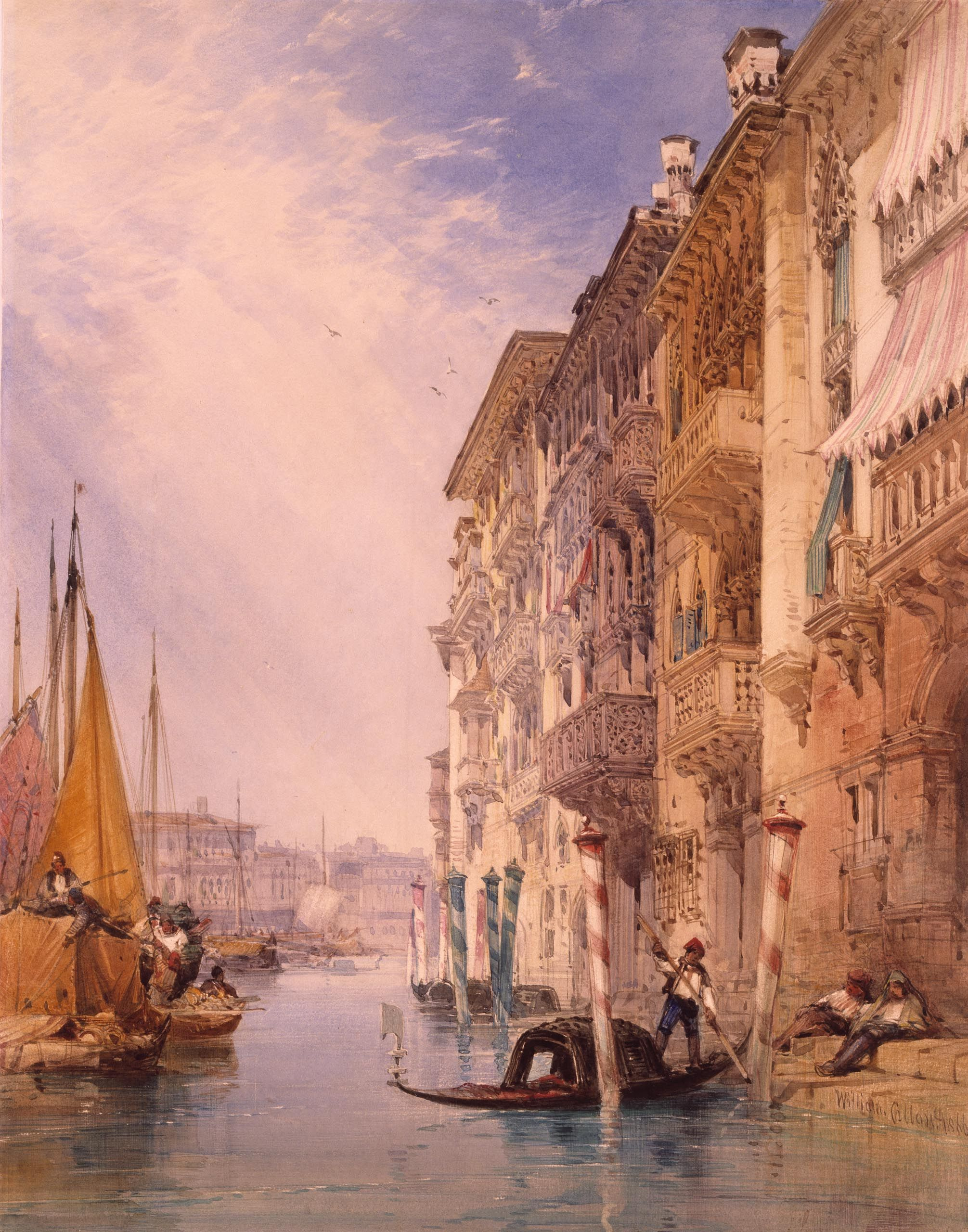
La barcarola, originariamente una canción popular de los gondoleros venecianos, ha sido utilizada por muchos compositores.

Una barcarola (del italiano barcarola) es una canción folclórica interpretada por los gondoleros venecianos, o bien una obra musical escrita imitando ese estilo. En la música clásica europea las dos más famosas son la de la ópera Los cuentos de Hoffmann de Jacques Offenbach y la Barcarola en fa sostenido mayor, para piano, Opus 60 de Frédéric Chopin.
Una barcarola está caracterizada por un ritmo reminiscente del remar del gondolero, casi siempre un tempo moderato en compás de 6/8. Si bien las barcarolas más famosas son del periodo romántico, el género era ya bien conocido en el siglo XVIII, pues Burney mencionó en The Present State of Music in France and Italy (1771) que era celebrada como una forma muy apreciada por los «coleccionistas de buen gusto».
Fue una forma musical popular en la ópera, donde se aprovechó el aparente estilo sentimental poco artístico de la canción folclórica. Además del ejemplo de Offenbach, Giovanni Paisiello, Carl Maria von Weber y Gioacchino Rossini escribieron arias que eran barcarolas. Gaetano Donizetti reflejó el ambiente veneciano al inicio de Marino Faliero (1835) con una barcarola para gondolero y coro. Por su parte, Verdi incluyó una barcarola en Un ballo in maschera. El atmosférico número de Richard Di’ tu se fidele il flutto m’a spetta en el Acto I. Schubert, aunque no usó el nombre específicamente, empleó un estilo reminiscente de la barcarola en algunos de sus más famosos lieder, en especial Auf dem Wasser zu singen (Para cantarse sobre el agua), D.774.
De las barcarolas señala Jean-Jacques Rousseau que: "Escuchándolas... ...llegué a la conclusión de que no había oído cantar hasta entonces..."  en su paso por Venecia.
Entre otras barcarolas famosas están las tres canciones Góndola veneciana de las Canciones sin palabras, op. 19, op. 30 y op. 62 de Felix Mendelssohn; la barcarola Junio de Las Estaciones de Piotr Ilich Chaikovski; la Barcarolla de Béla Bartók de Out of Doors; varios ejemplos de Rubinstein, Balákirev, Glazunov y MacDowell y la colección de trece para piano solo de Gabriel Fauré.